# Pierre Duhem
Pierre Maurice Marie Duhem, francoski fizik, matematik, zgodovinar in filozof, * 10. junij 1861, Pariz, Francija, † 14. september 1916, Cabrespine, Aude, Francija.
Najbolj znan je po svojem delu na področju kemijske termodinamike, filozofskih spisih o nedoločenosti eksperimentalnih kriterijev in njegovih zgodovinskih raziskavah o znanosti evropskega srednjega veka. Duhem je kot znanstvenik prispeval tudi k hidrodinamiki in teoriji elastičnosti.

## Življenje
Duhemov oče je bil trgovski potnik Pierre-Joseph Duhem, njegova mama pa Alexandrine Fabre. Bil je iz flamske družine. Pierre, najstarejši izmed štirih otrok, se je rodil v Rue des Jeûneurs v Parizu leta 1861. Ko je bil star enajst let, se je vpisal na Collège Stanislas, ki ga je končal z odliko.

## Delo po področjih

### Filozofija
Duhem je avtor podzavestne ali Duhem-Quinejeve teze, ki pravi, da za kakršen koli niz opažanj obstaja nešteto veliko razlag ter da iz posamezne znanstvene hipoteze ne moremo izpeljevati zaključkov. To je v osnovi enako kot Humejeva kritika indukcije: vse tri različice kažejo na dejstvo, da empirični dokazi ne morejo prisiliti izbire teorije ali njene revizije.
Kljub priljubljenosti Duhem-Quinejeve teze v filozofiji, pa sta v resnici Pierre Duhem in Willard Van Orman Quine navajala zelo različne teze. Pierre Duhem je verjel, da se eksperimentalna teorija v fiziki bistveno razlikuje od področij, kot so fiziologija in določene veje kemije. Tudi Duhemova zasnova teoretične skupine ima svoje meje, saj niso vsi koncepti logično povezani drug z drugim. V te teoretične skupine v fiziki sploh ni vključeval disciplin, kot so logika in matematika, ki jih je mogoče eksperimentalno preizkusiti. Duhemovo filozofijo je kritiziral tudi eden njegovih sodobnikov, Abel Rey, delno zaradi tega, ker je v delih zaznal vpliv katoliške vere.

### Fizika in mehanika
Duhemovi filozofski pogledi na znanost so razloženi v njegovem delu iz leta 1906: Cilj in struktura fizične teorije. V tem delu je nasprotoval Newtonovi izjavi, da je zakon o univerzalni medsebojni gravitaciji, katerega je Newton opisal v svojem delu Matematična načela naravoslovja, izpeljan iz »pojavov«, vključno z Keplerjevim drugim in tretjim zakonom. Newtonove trditve v zvezi s tem je že kritično analiziral nemški logik Gottfried Wilhelm Leibniz, nato pa so postale še bolj znane, ker jim je oporekal Immanuel Kant.
Duhem trdi, da je fizika podvržena določenim metodološkim omejitvam, ki ne vplivajo na druge znanosti. V svojem Cilju in strukturi fizične teorije (1914) je Duhem prinesel uničujočo kritiko Baconovih ključnih eksperimentov. Po tej kritiki eksperiment v fiziki ni le opazovanje, ampak interpretacija opazovanj s pomočjo teoretičnega okvira. Ta teza je znana kot potrditveni holizem. Ta neizogibni holizem, po navedbah Duhema, ne omogoča bistvenih poskusov. Na splošno je Duhem kritiziral Newtonov opis metode fizike kot preprosto »sklepanje« iz dejstev in opazovanj.
Duhem v prilogi k Cilju in strukturi z naslovom »Fizika vernika« opiše, kako je svojo filozofijo znanosti (pozitivizem) uporabil za tiste, ki trdijo, da obstaja spor med fiziko in religijo. Piše: "Metafizične in religiozne doktrine so sodbe, ki se dotikajo objektivne resničnosti, medtem ko so načela fizične teorije predpostavke glede na določene matematične znake, ki so brez vsakršnega objektivnega obstoja. Ker nimajo nobenega skupnega izraza, si ti dve vrsti sodb ne moreta niti nasprotovati niti se ujemati. Kljub temu Duhem trdi, da je teologu ali "metafiziku" pomembno, da ima podrobno znanje o fizični teoriji, da ne bi prišlo do njene nezakonite rabe.
Duhem je menil, da morajo fiziki iz načel termodinamike izpeljati vsa druga področja fizike - na primer kemijo, mehaniko in elektromagnetizem. S fizikom, filozofom in zgodovinarjem Ernstom Machom je Duhem delil tudi skepticizem glede obstoja atomov.

### Zgodovina
Duhem je znan tudi po svojem delu o zgodovini znanosti: Le système du monde: histoire des doctrines cosmologiques de Platon à Copernic (Sistem sveta: Zgodovina kozmoloških doktrin od Platona do Kopernika).
Za razliko od mnogih nekdanjih zgodovinarjev (npr. Voltairea in Condorceta), ki so osramotili srednji vek, si je prizadeval dokazati, da je Rimskokatoliška cerkev pomagala zahodni znanosti v enem najbolj plodnih obdobij. Njegovo delo na tem področju je prvotno spodbudilo njegovo raziskovanje o nastanku statike, kjer je naletel na dela srednjeveških matematikov in filozofov, kot so John Buridan, Nicole Oresme in Roger Bacon, katerih prefinjenost ga je presenetila, zato jih je obravnaval kot ustanovitelje sodobne znanosti. Duhem je zaključil, da se mehanika in fizika, izboljšujeta zgolj postopoma in zelo počasi glede na srednjeveško znanje. Duhem je populariziral koncept ohranitve pojavov.

## Dela
- (1886). Le Potentiel Thermodynamique et ses Applications à la Mécanique Chimique et à l'Étude des Phénomènes Électriques. Paris: A. Hermann.
- (1888). De l'Aimantation par Influence. Suivi de Propositions Données par la Faculté. Paris, Gauthier-Villars et Fils.
- (1891). Cours de Physique Mathématique et de Cristallographie de la Faculté des Sciences de Lille. Paris: A. Hermann.
- (1891–1892). Leçons sur l'Électricité et le Magnétisme. Paris: Gauthier-Villars et Fils, tome I, tome II, tome III.
- (1893). Introduction à la Mécanique Chimique. Paris: G. Carré.
- (1894). Sur les Déformations Permanentes et l'Hysteresis. Bruxelles: Impr. de Hayez.
- (1895). Les Théories de la Chaleur.
- (1896). Théorie Thermodynamique de la Viscosité, du Frottement et des faux Équilibres Chimiques. Paris: A. Hermann.
- (1897–1898). Traité Élémentaire de Mécanique Chimique Fondée sur la Thermodynamique. Paris: A. Hermann.
- (1897). Les Mélanges Doubles: Statique Chimique Générale des Systèmes Hétérogènes.
- (1898). Faux et 1902). Le Mixte et la Combinaison Chimique. Essai sur l'Évolution d'une Idée. Paris: C. Naud.
- (1902). Les Théories Électriques de J. Clerk Maxwell: Étude Historique et Critique. Paris: A. Hermann.
- (1902). Thermodynamique et Chimie: Leçons Élémentaires à l'Usage des Chimistes. Paris: A. Hermann.
- (1903). Recherches sur l'Hydrodynamique. Paris: Gauthier-Villars.
- (1903). Les Origines de la Statique. Paris: A. Herman, tome I, tome II.
- (1905). L'Évolution de la Mécanique. Paris, A. Hermann.
- (1906). La Théorie Physique. Son Objet, sa Structure. Paris: Chevalier & Riviére (Vrin, 2007).
- (1906). Recherches sur l'Élasticité. Paris: Gauthier-Villars.
- (1903–13). Études sur Léonard de Vinci, ceux qu'il a lus, ceux qui l'ont lu, 3 vol., Paris: A. Hermann.
- (1908). Josiah-Willard Gibbs, à propos de la Publication de ses Mémoires Scientifiques. Paris: A. Hermann.
- (1908). Sauver les Phénomènes. Essai sur la Notion de Théorie Physique de Platon à Galilée. Paris: A. Hermann (Vrin, 2005).
- (1909). Le Mouvement Absolu et le Mouvement Relatif. Paris: Impr. Librairie de Montligeon.
- (1911). Traité d'Énergétique. Paris: Gauthier-Villars, tome I, tome II.
- (1913–1959). Le Système du Monde. Histoire des Doctrines Cosmologiques de Platon à Copernic: tome I, tome II, tome III, tome IV, tome V, tome VI, tome VII, tome VIII, tome IX, tome X.
- (1915) La Science Allemande. Paris: A. Hermann.

### Omembe v slovenski literturi
- Članek: Dolenc, S.(1973-). Se je moderna znanost rodila 7. marca 1277?. 2005. Stran 160.